# Tropheops romandi
Tropheops romandi är en fiskart som först beskrevs av Colombé, 1979.  Tropheops romandi ingår i släktet Tropheops och familjen Cichlidae. Inga underarter finns listade i Catalogue of Life.